# ラッセ・イェルツェン
ラッセ・イェルツェン（Lasse Gjertsen 1984年7月19日 - ）は動画共有サイトYouTube上ではユーザーネーム"Lassegg"で知られているノルウェーのアニメーター、ミュージシャン、ビデオ作成者。

## 概要
Youtubeで公開されている短編、"Hyperactive"〔『たまらない活発さ』〕と"Amateur"〔『素人』〕でよく知られているが、これはストップ・モーション・アニメと同種の効果を狙って、ヴィデオ撮りした一連の短いカットをまとめたものだった。特に"Hyperactive"は、これまで〔他ユーザーにコピーされたものと合計で〕1000万以上の閲覧数を得てきた。

## 経歴
イェルツェンはノルウェーのラルヴィークで生まれた。22歳のときにイギリスにあるケント・インスティテュート・オブ・アート・アンド・デザインで、また地元ノルウェーのヴォルダでアニメーションを学んだ。ケント・インスティテュートでの勉強の日々は、担当教官が彼の作品、特に"Hyperactive"を正当に評価できなかったせいで終りを告げた。現在彼は両親の元で暮らしている。

## YouTubeでの活動
イェルツェンが元々YouTubeに投稿した"Hyperactive"は、後にこれをコピーした他ユーザーが音質の劣るものをアップロードし直している。この半年後になると、イェルツェン自身がアップロードしたヴィデオは計16本に上ったが、多くが学校でのアニメーション教科の履修過程で生み出されたものだった。2007年5月12日までに、彼はYouTubeの「最も視聴予約の多いチャンネル」のランクで31番目とまでなっている。また4本のヴィデオがサイトのトップ・ページに採り上げられている。"Hyperactive"、"Hva faen, Speil?"（『いったい何だよ、この鏡？』）、"Amateur"、"Sogno ad Occhi Aperti"（『目を凝らして見た夢』）だ。
"Hyperactive"が絶大な人気を得てきた一方で、"Amateur"の方は電子版ウォール・ストリート・ジャーナル紙の記事で採り上げられている。
イェルツェンの"Hyperactive"はYouTubeの「2006・ヴィデオ・アウォード」で「最も創造性豊かなヴィデオ」の部門で候補に挙げられた。結果として、このヴィデオは第三席となった。
"Hyperactive"の手法は「カートゥーン・ネットワーク」の番組、「フォスターズ・ホーム・フォー・イマジナリー・フレンド」のコマーシャルで〔アニメのキャラクターによって〕模倣された。当初イェルツェンは訴訟を起こすことを考えたが、弁護士に相談した後、困難が多すぎると判断して取りやめている。

## YouTube以外での活動
イェルツェンはYouTubeでの成功により、シボレーやMTVなどの国際的な企業から仕事の申し出を受けるまでになった。
彼にはビデオ作品に加えて、自主製作したエレクトロニカ・ミュージックのアルバムがある。
イェルツェンは以前の最近作から5か月もの間の製作期間を経て、イタリアのチェリスト、ジョヴァンニ・ソッリマと、2部に渡るMV、"Sogno ad Occhi Aperti"の共同制作を行っている。
2007年にはスウェーデンのラッパー、ティンブクトゥTimbuktuの曲「ゲット・フィジー」のMVを制作した。

## 使用しているソフトウェア
イェルツェンがヴィデオ制作で使用すると公言しているソフトウェアは以下の通り。
- Adobe Photoshop
- Adobe Premiere Pro
- Adobe After Effects
- Debugmode WinMorph
- FL Studio

## 音楽活動
イェルツェンは自身のヴィデオ作品に流すオリジナル曲の作曲にFL Studio を使用している。
しかし彼が言うには、楽器演奏の技術を習得しているという訳ではなく、ドラムやピアノ、ギター、ハーモニカ、自身の歌声などをサンプリングして使っているという。
自身が音楽を作成しなかったヴィデオは2本ある。ノルウェーのラッパー、シリウスによる"Home Sweet Home"（『愛しの我が家』）、それにジョヴァンニ・ソッリマの“Sogno ad Occhi Aperti”だ。